# Hesperogavialis
Hesperogavialis — вимерлий рід плазунів з родини гавіанових. У Венесуелі та Бразилії були знайдені скам'янілості, які датуються періодом середнього та пізнього міоцену. Хоча Hesperogavialis є одним із найвідоміших гавіалоїдів з Південної Америки, задня частина черепа все ще невідома, що ускладнює будь-які спроби класифікації всередині родини, ніж інші гавіалоїди, у яких присутня значна частина черепа. Рід, можливо, включає три види. Типовий вид, H. cruxenti, був знайдений у формації Урумако у Венесуелі. Другий можливий вид, названий H. bocquentini, був описаний у формації Solimões в Акко, Бразилія. Третій вид можна розпізнати з того ж місця в Акко, хоча офіційна назва йому ще не дана.